# Vladimir Koroljov
Vladimir Ivanovič Koroljov (rusko Влади́мир Ива́нович Королёв); ruski mornariški častnik, * 1. februar 1955, Pustinka, Kalininska oblast, Rusija. 
Je admiral flote Ruske vojne mornarice v pokoju in nekdanji vrhovni poveljnik Ruske vojne mornarice.

## Življenjepis
Koroljov je bil rojen 1. februarja 1955 v Pustinki v Kalininski oblasti. Leta 1977 je diplomiral na Višji mornariški šoli Frunze. Leta 1987 se je udeležil programa za starejše posebne častnike na Mornariški akademiji N. G. Kuznjecova. Koroljov je služil na jurišnih jedrskih podmornicah, in sicer kot častnik za navigacijo na podmornici K-467 (1977–1981), kot namestnik poveljnika na podmornici K-495 (1981–1984) in kot poveljnik podmornic K-488 (1987–1988) ter K-387 (1988–1993) (vse štiri razred Sjomga).
Koroljov je bil med letoma 1993 in 1996 namestnik poveljnika 24. divizije podmornic, med 1996–2000 pa je bil zaposlen v protipodmorniški diviziji Severne flote. Leta 2002 je bil poveljnik mornariškega oporišča Gadžijevo. Med 2002–2005 je bil poveljnik štaba in med 2005–2007 poveljnik 12. eskadre Severne flote.
Leta 2007 je Koroljov postal namestnik poveljnika Severne flote, leta 2008 pa je poveljeval eskadri ladij z raketno križarko Pjotr Veliki razreda Orlan in raketnim rušilcem Admiral Čabanenko razreda Fregat na odpravi v Karibsko morje z mornariškimi vajami in obiski Kube, Venezuele ter Paname. Leta 2010 postane Koroljov poveljnik Črnomorske flote, leta 2011 pa poveljnik Severne flote. Leta 2014 postane poveljnik vojaškega okrožja Severna flota, aprila 2016 pa postane vrhovni poveljnik Ruske vojne mornarice.
Koroljov se je upokojil 3. maja 2019 in se zaposlil kot namestnik direktorja Združene korporacije za ladjedelništvo. Na položaju vrhovnega poveljnika Ruske vojne mornarice ga je nasledil Nikolaj Jevmenov.

## Odlikovanja
- Red za zasluge domovini – 2009
- Red za vojaške zasluge (Rusija) – 1996
- Red za mornariške zasluge (Rusija) – 2014
- Red za služenje domovini v oboroženih silah Sovjetske zveze – 3. stopnje – 1989